# Hendrik Möbus
Hendrik Möbus (*  20. Januar 1976 in Sondershausen) ist ein deutscher Neonazi, Musiker und verurteilter Mörder. Bekannt wurde er als Mittäter im Mordfall von Sondershausen. Für das Magazin Der Spiegel galt Möbus 2001 als „einer der bekanntesten Neo-Nazis Deutschlands“, für die Autoren des Buches Unheilige Allianzen als einer der „maßgebliche[n] Protagonisten“ des National Socialist Black Metal. Möbus trat im Laufe der Jahre unter den Pseudonymen Joe Ramone, Messiah, Randall the Vandal und Randall Flagg sowie Jarl Flagg Nidhögg, JFN, Hagen von Tronje und XVIXIV auf.

## Leben

### Kindheit und Jugend
Hendrik Möbus wurde 1976 als Sohn des späteren Thüringer CDU-Landtagsabgeordneten Walter Möbus in Sondershausen geboren. Von den insgesamt sechs Kindern der Familie Möbus war er das zweite Kind, sein älterer Bruder ist Ronald Möbus. In seiner Kindheit kam Hendrik mit Ahnenforschung, deutscher Geschichte, Folklore und Märchen in Berührung, und trotz der atheistischen Ausrichtung der DDR ging er in die Kirche und kam dort mit religiösen Themen in Berührung. Er rebellierte zu DDR-Zeiten und legte sich mit 13 einen Irokesenschnitt zu, außerdem kam er über westdeutsche Radiosender mit in der DDR verpönter Musik, wie Punk, Oi! und Metal, in Kontakt, 1990/1991 mit Black-Metal-Bands wie Mayhem, Beherit und Darkthrone, deren Album A Blaze in the Northern Sky 1992 den Anstoß zur Gründung einer eigenen Band gab. Mit 16 Jahren gründete er die Band Absurd, die sich zunächst eher an Oi!-, RAC- und Horrorpunk-Bands wie Der Fluch anlehnte und wegen ihres Dilettantismus belächelt wurde. Möbus spielte Schlagzeug und nannte sich auf den ersten Absurd-Veröffentlichungen Randall Flagg, nach einer Figur aus Stephen Kings Roman The Stand. Er galt als auffälligstes Mitglied der Clique um die Band; er hatte „sich sein Haar auf einer Seite abrasiert, schmückt[e] sich gern mit Ketten, schweren Stiefeln und Stachelhalsbändern“ und trug Ohrringe mit satanischen oder anarchistischen Symbolen.

### Der Mord von Sondershausen
1993 ermordeten die Mitglieder der Band Absurd ihren Mitschüler Sandro Beyer. Möbus wurde als Haupttäter wegen gemeinschaftlich geplanten Mordes, Freiheitsberaubung und Nötigung zu acht Jahren Jugendstrafe verurteilt. Über den Mord sprach er erstmals im Briefwechsel mit dem amerikanischen Journalisten Michael Moynihan, in dem er Beyer als „Volksschädling“ bezeichnete und über die neonazistische Gesinnung sprach, zu der er während seiner Haft gekommen war. In der Jugendstrafanstalt entstanden neue Aufnahmen von Absurd, die heimlich herausgeschleust und veröffentlicht wurden. Auf diesen nahm er das Pseudonym Jarl Flagg Nidhögg an, in Anlehnung an den nordischen Fürstentitel Jarl und den Drachen Nidhöggr aus der nordischen Mythologie; auf späteren Absurd-Veröffentlichungen und in Interviews benutzt er das Kürzel JFN, auf dem Album Der fünfzehnjährige Krieg wird er als XVIXIV aufgeführt, wobei die römischen Zahlen für die Buchstaben JFN des lateinischen Alphabets stehen. Während die Musik und die Texte für Absurd nicht von Möbus geschrieben wurden, verfasste er Texte für die Bands Abigor, Tha-Norr, Graveland, Siren, Funeral Winds, Liar of Golgotha und Wolfsburg, die ihn darum gebeten hatten.

### Haftentlassung 1998
Nachdem Möbus 1998 auf Bewährung vorzeitig aus der Haft entlassen worden war, gründete er die Deutsche Heidnische Front, einen Ableger der auf Varg Vikernes zurückgehenden Allgermanischen Heidnischen Front. Er führte mit seinem Bruder Ronald Möbus das 1994 gegründete Label Darker Than Black Records und die Band Absurd weiter und festigte seine Kontakte in der Black-Metal- wie der rechtsextremen Szene. Auf einem Konzert seiner Band in Behringen, das er mit seinem Bruder organisiert hatte, zeigte er auf der Bühne den Hitlergruß und rief „Sieg Heil!“. Der Sachbuchautor Klaus Farin sieht darin einen Versuch, die Black-Metal-Szene zu politisieren; die Autoren von Unheilige Allianzen bezeichnen Möbus als „maßgebliche[n] Protagonisten des extrem rechten Flügels der Szene“.

### Widerruf der Strafaussetzung und Flucht 1999
1999 erschien die Absurd-EP Asgardsrei, die als erste Veröffentlichung der Band einen Text von Möbus (zu Sonnenritter) enthielt; außerdem ist Asgardsrei die letzte Veröffentlichung, auf der Möbus Schlagzeug spielte. Bereits zwei Wochen nach seiner Haftentlassung äußerte er in einem Interview für die Berliner Zeitung: „Ich weiß nicht, ob man in der Nazizeit bestraft worden wäre, wenn man einen Volksschädling unschädlich macht.“ Noch während seiner Haft war unter anderem die Musikkassette Thuringian Pagan Madness erschienen, die als Titelbild den Grabstein des ermordeten Sandro Beyer zeigt. Wegen der Verhöhnung Beyers wurde Möbus’ Bewährung aufgehoben, bereits im Juli war er vom Erfurter Amtsgericht zu acht Monaten Gefängnis verurteilt worden, weil er während eines Musikkonzertes einen Hakenkreuz-Aufnäher trug und den Hitlergruß zeigte. Es folgten weitere Verurteilungen: Das Amtsgericht Tiergarten verurteilte ihn Ende 1999 zu anderthalb Jahren, das Amtsgericht Eisenach zu acht Monaten Haft. Möbus legte jedoch Berufung gegen das Urteil ein und setzte sich in die Vereinigten Staaten ab, wo er im Bundesstaat West Virginia bei William Luther Pierce III., dem Chef der National Alliance, unterkam. Er half Pierce beim Ausbau seines Labels Resistance Records und schrieb unter dem Pseudonym „Hagen von Tronje“ (nach der Figur aus der Nibelungensage) für dessen Magazin Resistance, wobei er versuchte, den Lesern den Black Metal näher zu bringen.

### Erneute Verhaftung 2000
Nach mehrwöchiger Observation von Pierces Anwesen wurde Möbus im August 2000 verhaftet und in Auslieferungshaft genommen, wobei sein linker Ellbogen gebrochen wurde. Unmittelbar nach seiner Verhaftung stellte er einen Antrag auf politisches Asyl in den USA mit der Begründung, er sei ein politischer Flüchtling, der in Deutschland aufgrund seiner Gesinnung verfolgt werde. Auf Empfehlung des sächsischen Neonazis und Hammerskins Mirko Hesse, der sich zu dieser Zeit ebenfalls in den USA aufhielt, ließ Pierce den Thüringer Szene-Anführer Tino Brandt als Leumundszeugen für Möbus einfliegen. Hesse war damals als V-Mann unter dem Decknamen Strontium für das Bundesamt für Verfassungsschutz tätig, Brandt unter dem Decknamen Otto für das Landesamt für Verfassungsschutz in Thüringen. Möbus’ Asylantrag wurde gleichwohl abschlägig beschieden. Er wurde im Juli 2001 schließlich nach Deutschland abgeschoben und dort inhaftiert. Mehrere eigens zu diesem Anlass gegründete Websites, befreundete Bands wie Abyssic Hate und ihm gewidmete Veröffentlichungen riefen zu seiner Freilassung auf. Während seiner Haft schrieb er weitere Texte für Absurd.
Während die Absurd-Alben Blutgericht und Der Fünfzehnjährige Krieg jeweils nur einen Liedtext von Möbus enthielten, stammen die Texte der Absurd-Beiträge auf dem Split-Album Weltenfeind alle von ihm.

### Nach der Haft
Nachdem Möbus 2007 aus der Haft entlassen worden war, nahm er erneut Kontakt zur Szene auf. Bei einem Absurd-Konzert im fränkischen Gremsdorf, bei dem mit seinem Comeback gerechnet wurde, betrat er zwar kurz die Bühne, spielte aber nicht Schlagzeug. Für die Split-Veröffentlichung Weltenfeind schrieb er die Texte von Absurd. Am 16. Oktober 2009 wurden bei einer Razzia in Berlin 12.000 Tonträger beschlagnahmt. Einer der mutmaßlichen Händler ist Hendrik Möbus. Die Hausdurchsuchungen betrafen unter anderem Darker than Black und den angeschlossenen Versandhandel Merchant of Death. Im Januar 2011 erließ das Amtsgericht Tiergarten eine Bewährungsstrafe von zehn Monaten gegen Möbus.
Eigenen Angaben zufolge ist Möbus als Musikjournalist tätig, Gerüchten zufolge soll er hinter dem umstrittenen A-Blaze-Magazin stecken. Eine Zeitlang betrieb er unter der Adresse www.weltenfeind.net ein Weblog, zwischenzeitlich verwies die Adresse auf die Facebook-Seite von Darker Than Black.
Laut der Jungle World lebt Möbus in Berlin. Am 27. Januar 2013 gab er „dem extrem rechten Internet-Fernsehprogramm FSN-TV ein Live-Interview, bei dem auch Zuschauerfragen beantwortet wurden“. Möbus ist auch weiter in der rechtsextremen Szene engagiert, er betreibt mit einem Geschäftspartner ein Musiklabel und eine Konzertagentur. Nach Angaben seines Verteidigers von 2020 lebe Möbus seit Dezember 2014 nicht mehr in Berlin, sondern in Thüringen. Seit 2017 ist er Sänger in einer Neubesetzung seiner früheren Band Absurd. Seit Mai 2019 läuft gegen ihn ein Gerichtsverfahren vor dem Amtsgericht Tiergarten aufgrund des Verdachtes der Verbreitung von Propagandamitteln verfassungswidriger Organisationen im Zusammenhang mit seiner Labeltätigkeit. Ihm wird vorgeworfen, von Oktober 2014 bis November 2015 T-Shirts mit SS-Totenköpfen und Keltenkreuzen sowie Musik-CDs mit Hetze gegen Juden vertrieben zu haben. Die mündliche Verhandlung begann am 9. März 2020. Seit 8. November 2021 steht er zusammen mit seinem Geschäftspartner Christian Schöndorfer wegen Verwenden von Kennzeichen verfassungswidriger Organisationen sowie Volksverhetzung vor dem Amtsgericht in Berlin, nachdem der Prozess 2019 und im März 2020 jeweils vertagt worden war. Bis zum 30. Mai 2022 betrieb Möbus seinen Versandhandel von seinem Wohnort in Wandersleben im Landkreis Gotha, seit dem 1. Juni 2022 von Halle (Saale) aus.

## Diskografie

### Musik
mit Absurd
- 1992: God’s Death
- 1993: Death from the Forest
- 1993: God’s Death/Sadness
- 1994: Out of the Dungeon
- 1995: Thuringian Pagan Madness (Capricornus Productions)
- 1996: Facta Loquuntur (No Colours Records, Silencelike Death Productions)
- 1999: Sonnenritter (Wolftower Productions)
- 1999: Asgardsrei (IG Farben Produktion, Wolftower Productions)

mit Nidhöggsburg (Projekt von Hendrik Möbus)
- 1998: (D)rache wird toben! (Demo)

### Textbeiträge
für Sacrifice Slaughtered Jesus
- 1994: The Return of Nidhögg (Demoaufnahme; alle Texte)

für Abigor
- 1995: Nachthymnen (From the Twilight Kingdom) (Text zu The Dark Kiss)

für Absurd
- 1999: Asgardsrei (EP; Text zu Sonnenritter)
- 2001: Werwolfthron (Text zu Asatr’U)
- 2002: Wolfskrieger/Galdur Vikodlaks (Split mit Pantheon; Text zu Der Grosse Tod)
- 2005: Blutgericht (Text zu Die Freiheitskämpfer)
- 2008: Weltenfeind (mit Grand Belial’s Key und Sigrblot, indiziert seit 31. Dezember 2010;[34] Texte zu Weltenfeind und Black Hand of Death)
- 2008: Der fünfzehnjährige Krieg (indiziert seit Dezember 2008;[35] Texte zu Landsknechtstrommel (akustisches Präludium) und Landsknechtstrommel)
- 2022: Schwarze Bande

für Funeral Winds
- 1995: Screaming For Grace / Abigail (Split-EP mit Abigail; Text zu Twilight Shine Upon My Crypt)

für Tha-Norr
- 1995: Wolfenzeitalter (Text zu Tears for All Those Who Died)

für Liar of Golgotha
- 1996: Dancing Through the Palace of the Ungodly Beauty (Text zu The Strong Warlord)

für Graveland
- 1997: Following the Voice of Blood (Album wurde indiziert,[36] Text zu White Hand’s Power)

für Siren
- 1997: Cultus Bergenses (Demo; Text zu Colours of Autumn)

für Capricornus
- 1995: Kein Blut soll verunreinigt werden (MC; Text zu In Stahlgewittern)
- 1999: Stahlgewitter (EP; Text zu In Stahlgewittern)
- 1999: Stahlgewitter (Split-MC mit Aryan Blood; Text zu Brennendes Jerusalem)

für Heidenreich
- 1999: Trance of an Unholy Union (EP)

für Bilskirnir
- 2000: … bis Germanien erwacht (Demo; Text zu Der Rabengott)

für Amalek
- 2007: Gold Tribute for Idea / Feuervogel (Split-EP mit Inferno; Text zu Feuervogel)

für Pantheon
- 2009: Paganuclear (LP; Text zu Forge of a New Aeon)

für Ad Hominem
- 2009: Dictator – A Monument of Glory (Text zu Solitary Supremacy)

für Nordglanz
- 2010: Von Helden und Händlern (Text zu Opferblut)